# Frères D'Alessandri
Antonio D'Alessandri, né à L'Aquila en 1818 et mort à Rome en 1893 et son frère Paolo Francesco, né à L’Aquila en 1824 et mort à Rome en 1889, sont des photographes italiens.
Ils possèdent un atelier de photographie à Rome. L'atelier, qui porte le nom de Fratelli D’Alessandri, se trouve d'abord via del Babuino, puis via del Corso et enfin via Condotti. Il est parmi les plus renommés de l'Italie du XIXe siècle et, pour de nombreux aspects, marque de manière significative l'histoire de la photographie italienne.

## Biographie

### Les débuts
Après avoir quitté l'Aquila pour Rome, les deux frères s'installent dans la capitale avant de parcourir l'Europe à la recherche d'innovations techniques afin de les exploiter dans un but économique. C'est ainsi qu'au début des années cinquante, ils commencent à s'intéresser à la photographie et surtout à une nouvelle méthode d'impression appelée « au collodion» qui rend plus simple et rapide l'obtention des clichés.
Dans l'un de ses écrits sur la histoire de la photographie de Rome, Silvio Negro note que le laboratoire des frères d'Alessandri a certainement été le premier atelier professionnel ouvert dans la capitale et dans ces circonstances, don Antonio, en sa qualité de prêtre catholique, est contraint de demander une dispense afin d'exercer librement son métier de photographe, dispense que l'autorité ecclésiastique lui accorde à condition qu'il n'utilise pas l'habit religieux.

### Les portraits du pape et de la cour pontificale

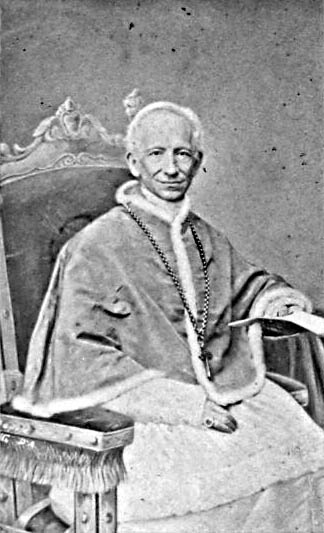
Léon XIII vers 1865.

L'appartenance de don Antonio au clergé, ainsi que l'indiscutable talent technique et artistique, favorise le succès de l'entreprise. Les deux frères obtiennent en premier les autorisations d'entrer dans le Vatican pour faire les portraits de Pie IX et de sa cour.
La renommée des deux photographes se propage rapidement parmi la noblesse romaine et les plus hauts prélats. Dans la liste des clients on trouve les rois de Naples en exil, et bientôt, les demandes viennent de l'étranger.

### Reporter de guerre
La recherche continuelle de nouveaux sujets conduit les frères d'Alessandri, en 1862, à photographier les campements de zouaves pontificaux, puis en 1867, le champ de la bataille de Mentana, ils assument alors, parmi les premiers en Italie, la fonction de reporters de guerre.
Au cours de l'exposition de la photographie romaine en 1953, les photographies suivantes, prises à Mentana, sont  exposées : les vues du lieu, le champ de bataille vers Monterotondo, les morts sur la route, Vigna Santucci (photographie du 3 novembre 1867), les trophées pris aux garibaldiens de Mentana (photographie avec l'inscription Porta Inferi non prevalebunt).
En 1870, ils sont Porta Pia et ils photographient les bersaglieri italiens victorieux qui posent sur les ruines de la brèche. Ce dernier reportage provoque une réaction hostile des autorités vaticanes qui révoquent tous les avantages précédemment concédés aux frères d'Alessandri. Les désaccords avec les autorités ecclésiastiques atteignent une telle importance que don Antonio abandonne la prêtrise.

### Les photographies de Rome

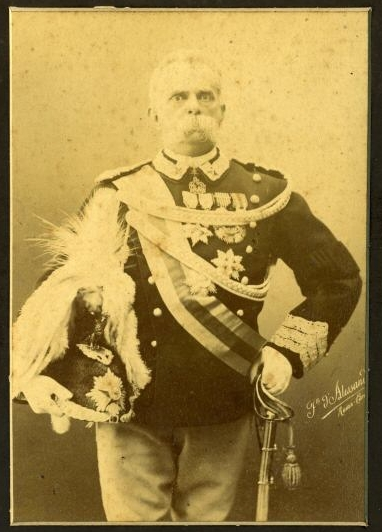
Humbert Ier d’Italie.

L'atelier des deux frères est désormais renommé et il n'a plus besoin de privilèges. Le travail accompli au cours de ces années est important et continue pendant plus de deux décennies sous la direction des deux fondateurs. Le travail documentaire que l'atelier rassemble sur la ville de Rome est fondamental pour l'histoire de la capitale. Grâce à ces photographies, on peut reconstruire la ville de Rome du XIXe siècle qui serait, sinon, partiellement méconnue aujourd'hui : bâtiments et rues, quartiers entiers désormais disparus, portraits des membres de la noblesse de la capitale dans les poses les plus recherchées conformes à leur rang, petit peuple au travail, images de la vie religieuse et sociale. En 1887, les ingénieurs civils de Rome commandent aux frères d'Alessandri une étude photographique en vue de documenter l'état du Tibre avant et après la construction des digues.
Après la mort des deux fondateurs, l'activité de l'atelier se poursuit jusqu'en 1930 grâce à Tito et Renato, le fils et le petit-fils de Paolo Francesco.

## Collections publiques
Canada
- Québec, Musée national des beaux-arts du Québec, Le Grand Vicaire Alexis-Frédéric Truteau (1808-1872), 1867

Italie
- Bologne, bibliothèque municipale de l'Archiginnasio.
- Florence, Fondation Fratelli Alinari.
- Naples, archives du Théâtre[1].
- Rome :
  - Archives photographiques communales ;
  - Bibliothèque Vallicelliane ;
  - musée de Rome.

Royaume-Uni
- Londres, National Portrait Gallery.

Œuvres des frères D'Alessandri
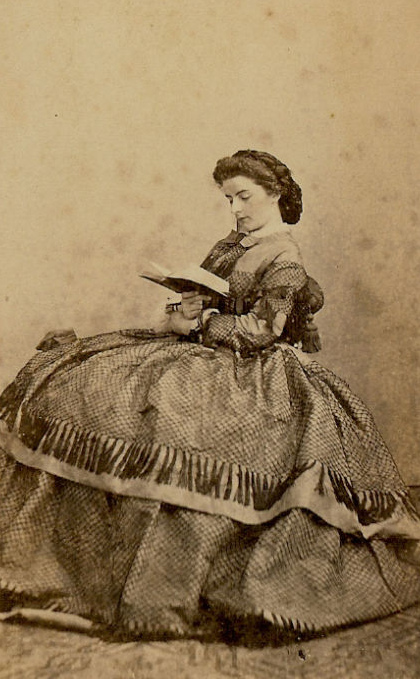
Marie-Sophie en Bavière, années 1860.
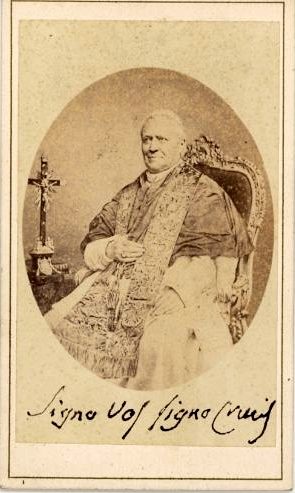
Portrait de Pie IX vers 1865.
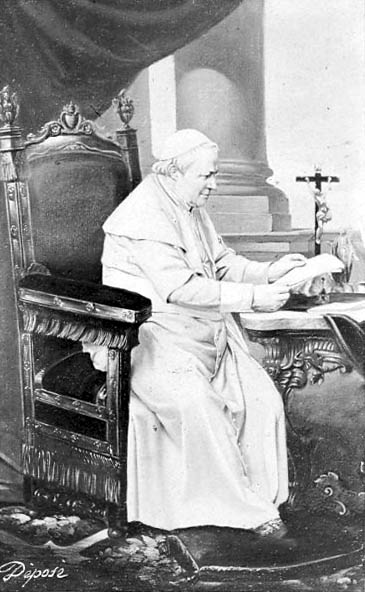
Portrait de Pie IX vers 1865.
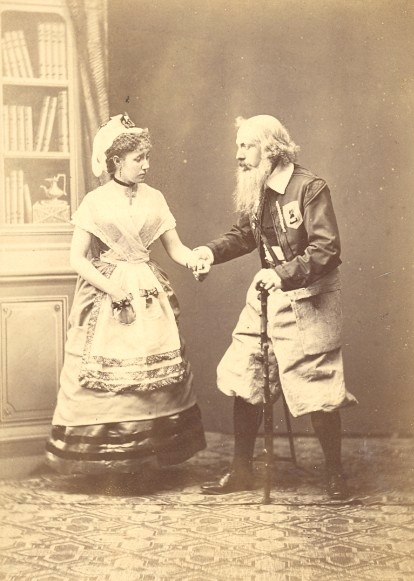
Deux acteurs, vers 1870-1880.
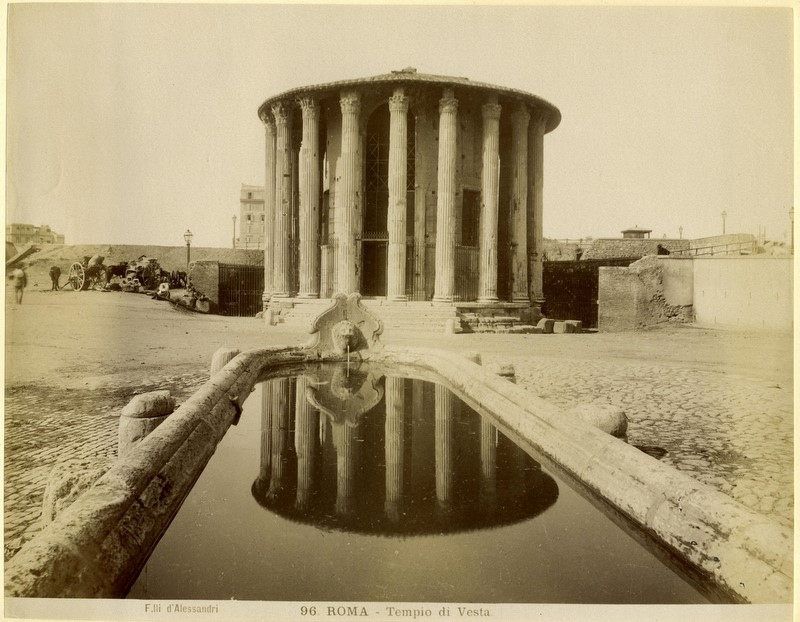
Rome. Temple de Vesta, actuellement le temple d'Hercule", vers 1880-1890.
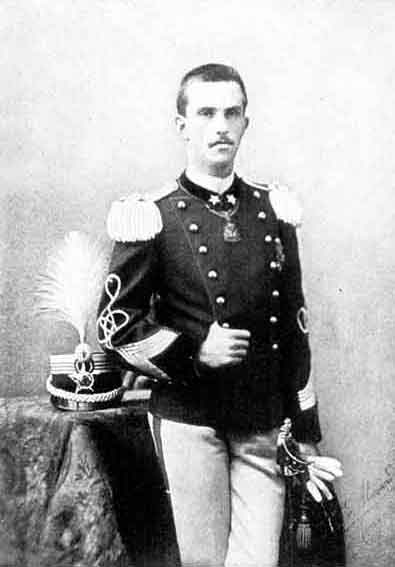
Portrait du prince héritier Victor Emmanuel III d'Italie, vers 1890-1893.
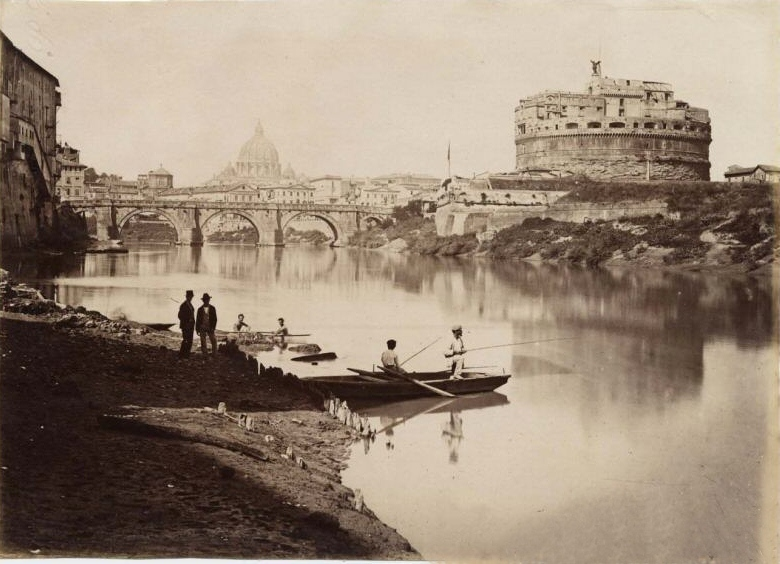
Rome. Vue générale du pont et du château Saint-Ange.
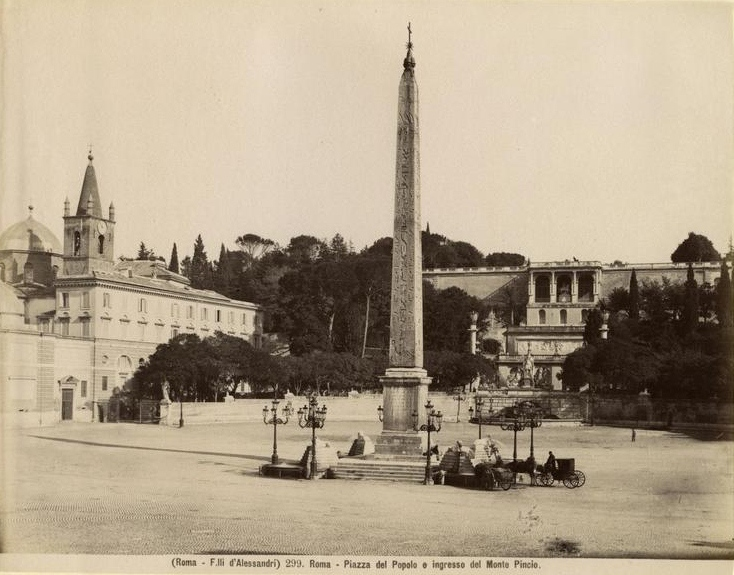
Rome. Piazza del Popolo et entrée du Monte Pincio.
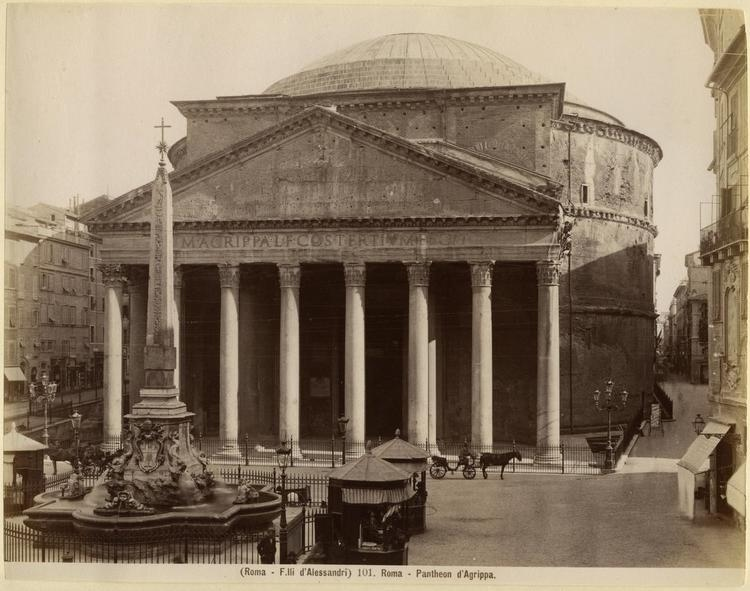
Rome. Panthéon d'Agrippa.